# الصحة في أندورا
بلغ متوسط العمر المتوقع في أندورا 79.8 سنة للرجال و 85.2 سنة للنساء في عام 2010.
تم نشر مقياس جديد لرأس المال البشري المتوقع محسوبًا لـ 195 دولة من عام 1990 إلى عام 2016 ومُحدد لكل مجموعة ولادة على أنه السنوات المتوقعة التي تعيش من سن 20 إلى 64 عامًا وتعديلها للتحصيل التعليمي أو جودة التعلم أو التعليم والحالة الصحية الوظيفية, تم نشره بواسطة ذا لانسيت في سبتمبر 2018. كان لدى أندورا المرتبة الثامنة عشرة من حيث أعلى مستوى لرأس المال البشري المتوقع مع 24 سنة متوقعة في مجالات الصحة والتعليم والتعلم والتي تتراوح أعمارها بين 20 و 64 عامًا.
أصبحت أندورا عضوًا في منظمة الصحة العالمية في 14 يناير 1997.

## الرعاىة الصحية
تم إنشاء نظام الرعاية الصحية الأندوري في 24 سبتمبر 1918 استجابةً لوباء الإنفلونزا الإسبانية. قبل ذلك, كانت كل بلدية مسؤولة عن التعاقد مع الأطباء وعن اللوائح المتعلقة بقضايا الرعاية الصحية على النحو الذي يختارونه. بموجب قانون إدارة الرعاية الصحية الصادر في 9 مايو 1931, مُنحت المجالس الصحية للأبرشية وضعًا قانونيًا.
في مؤشر الجودة والوصول للرعاية الصحية في لانسيت, والذي صنف 195 دولة لأنظمة الرعاية الصحية بين 1990-2015, سجلت الدولة 95/100, وهي الأفضل في العالم.
يتم توفير الرعاية الصحية في أندورا لجميع الأشخاص العاملين وعائلاتهم من خلال نظام الضمان الاجتماعي الذي تديره الحكومة, Caixa Andorrana de Seguretat Social, والذي يتم تمويله من قبل أرباب العمل ومساهمات الموظفين فيما يتعلق بالرواتب. يتم تغطية تكلفة الرعاية الصحية بمعدلات 75% لمصاريف العيادات الخارجية مثل الأدوية وزيارات المستشفى, و 90% للإستشفاء, و 100% لحوادث العمل. قد يتم تغطية باقي التكاليف من خلال التأمين الصحي الخاص. يحتاج المقيمون والسياح الآخرون إلى تأمين صحي خاص كامل.
يقع المستشفى الرئيسي, Nostra Senyora de Meritxell Hospital, في إسكالديس أنجوردني. هناك أيضًا 12 مركزًا للرعاية الصحية الأولية تديرها Servei Andorrà d'Atenció Sanitària, خدمة الرعاية الصحية الأندورية, في مواقع مختلفة حول الإمارة. للعلاج المتخصص يمكن إرسال المرضى إلى برشلونة أو تولوز.